# Beckerina dominicana
Beckerina dominicana är en tvåvingeart som beskrevs av Borgmeier 1969. Beckerina dominicana ingår i släktet Beckerina och familjen puckelflugor. Inga underarter finns listade i Catalogue of Life.